# George Bernard Flahiff
George Bernard Flahiff, CC, C.S.B. (26 de outubro 1905 — 22 de agosto de de 1989) foi um clérigo canadense, arcebispo de Winnipeg e cardeal da Igreja Católica Romana.

## Biografia
George Bernard Flahiff era o quarto dos nove filhos de John Flahiff, um estalajadeiro, e Eleanor Rose Marie Fleming. Fez seus estudos primários na sua cidade natal, entre 1910 e 1917, e seus estudos secundários entre 1917 e 1922 em sua cidade natal, quando passou a estudar no St. Michael's College em Toronto, em 1922, onde obteve o bacharelado em artes, 1926, quando teve Lester Pearson, futuro primeiro-ministro, como um de seus professores; ele o encorajou a seguir uma carreira diplomática). Entrou para a Congregação de São Basílio pelo Noviciado de São Basílio em Toronto, 1926; fez sua primeira profissão em 20 de setembro de 1927 no Seminário de St. Basil, em Toronto.
Foi ordenado presbítero em 17 de agosto de 1930, na igreja de São Basílio de Toronto, por Neil McNeil, arcebispo de Toronto. Ainda foi estudar na Universidade de Estrasburgo (1930-1931, história e direito canônico) e na Ècole Nationale des Chartes, em Paris (diploma de arquivista-paleógrafo, junho de 1935). Tornou-se professor de história medieval no Pontifício Instituto de Estudos Medievais, Toronto, onde permaneceu de 1935 a 1954 e docente do Departamento de História, Escola de Pós-Graduação, da Universidade de Toronto, entre 1940 e 1954. Em 6 de julho de 1948, tornou-se membro do Conselho Geral dos Padres Basilianos, e superior local dos Padres Basilianos na Casa do Instituto, em 1 de julho de 1951. Em 6 de julho de 1954, foi eleito Superior Geral da Congregação, sendo reeleito em 14 de junho de 1960.
Em 10 de março de 1961, o Papa João XXIII o nomeou Arcebispo de Winnipeg. A ordenação episcopal foi realizada em 31 de maio do mesmo ano pelo cardeal James Charles McGuigan, arcebispo de Toronto, tendo como co-sagrantes o arcebispo-coadjutor de Toronto, Philip Francis Pocock, e o arcebispo de Regina, Michael Cornelius O'Neill.
Nos anos de 1962 a 1965, ele participou de todas as quatro sessões do Concílio Vaticano II. Assim, o Papa Paulo VI, em 29 de março de 1969, anunciou que o criaria cardeal no Consistório de 28 de abril, quando recebeu o barrete cardinalício e o título de cardeal-presbítero de Nossa Senhora da Saúde em Primavalle.
Em setembro de 1980, sofreu uma grave queda durante o Encontro Episcopal no Château Laurier em Ottawa; um vigia noturno o encontrou inconsciente e sangrando na escada; evidentemente, ele decidiu usar as escadas em vez do elevador e de alguma forma errou o passo por causa da iluminação insuficiente. A queda teve fortes consequências, pois suas células cerebrais foram danificadas, o que o deixou paralisado e sua saúde foi se tornando cada vez mais frágil. Renunciou ao governo pastoral da arquidiocese em 31 de março de 1982.
Faleceu em 22 de agosto de 1989, no St. Michael's Hospital em Toronto, de insuficiência cardíaca e respiratória. Ele foi velado na capela do Colégio de São Basílio, cujo prédio foi mais tarde rebatizado em sua homenagem. O primeiro funeral aconteceu em 28 de agosto de 1989, na Catedral Metropolitana de Toronto, celebrado pelo Cardeal Gerald Emmett Carter, arcebispo daquela cidade; o segundo aconteceu em 30 de agosto, na Catedral Arquiepiscopal de Santa Maria, em Winnipeg. Ele foi enterrado no terreno dos padres no cemitério de Santa Maria, em Winnipeg.

## Conclaves
- Conclave de agosto de 1978 - participou da eleição de Albino Luciani como Papa João Paulo I.
- Conclave de outubro de 1978 - participou da eleição de Karol Wojtyła como Papa João Paulo II.

## Ligação externa
- «Dados biográficos em The Cardinals of the Holy Roman Church» (em inglês)
- George Bernard Flahiff (em inglês) no Find a Grave [fonte confiável?]
- «GCatholic» (em inglês)
- Cheney, David M. «bishop» (em inglês). Catholic-Hierarchy.org
- Nachruf (Memento vom 25. fevereiro 2007 im Internet Archive) do site dos padres basilianos